# ATP Challenger Bogotá (seit 2005)
Das ATP Challenger Bogotá (offizieller Name Kia Open) ist ein seit 2005 stattfindendes Tennisturnier in Bogotá, Kolumbien. Es ist Teil der ATP Challenger Tour und wird im Freien auf Sandplatz ausgetragen. Rekordsieger im Einzel ist der Brasilianer Marcos Daniel, im Doppel konnte der Argentinier Brian Dabul am häufigsten siegen; beide gewannen das Turnier je zweimal.
Zu einem kleinen Eklat kam es 2011 im Doppelfinale: Nach einem Ballwechsel beim Stand von [6:2] im Match-Tie-Break schleuderte Juan Sebastián Cabal seinen Schläger wütend Richtung Netz. Dieser traf jedoch unbeabsichtigt nur die Netzkante und daraufhin seinen Gegenspieler Izak van der Merwe an Kopf und Schulter. Aufgrund der ATP-Regularien wurden Cabal und Partner Robert Farah daraufhin disqualifiziert.

## Siegerliste

### Einzel
| Jahr                         | Sieger                 | Finalgegner        | Finalergebnis     |
| ---------------------------- | ---------------------- | ------------------ | ----------------- |
| 2025                         | Patrick Kypson         | Pedro Sakamoto     | 6:1, 6:3          |
| 2024                         | Facundo Mena           | Mateus Alves       | 6:4, 7:5          |
| 2023                         | Thiago Agustín Tirante | Gustavo Heide      | kampflos          |
| 2022                         | Juan Pablo Ficovich    | Gerald Melzer      | 6:1, 6:2          |
| 2021                         | Gerald Melzer          | Facundo Mena       | 6:2, 3:6, 7:65    |
| 2018–2020: nicht ausgetragen |                        |                    |                   |
| 2017                         | Marcelo Arévalo        | Daniel Elahi Galán | 7:5, 6:4          |
| 2016                         | Facundo Bagnis         | Horacio Zeballos   | 3:6, 6:3, 7:64    |
| 2015                         | Eduardo Struvay        | Paolo Lorenzi      | 6:3, 4:6, 6:4     |
| 2014                         | nicht ausgetragen      | nicht ausgetragen  | nicht ausgetragen |
| 2013                         | Víctor Estrella        | Thomaz Bellucci    | 6:2, 3:0 aufgg.   |
| 2012                         | Alejandro Falla        | Santiago Giraldo   | 7:5, 6:3          |
| 2011                         | Feliciano López        | Carlos Salamanca   | 6:4, 6:3          |
| 2010                         | Robert Farah           | Carlos Salamanca   | 6:3, 2:6, 7:63    |
| 2009                         | Marcos Daniel (3)      | Horacio Zeballos   | 4:6, 7:65, 6:4    |
| 2008                         | Mariano Puerta         | Ricardo Hocevar    | 7:62, 7:5         |
| 2007                         | Marcos Daniel (2)      | Santiago Giraldo   | 7:63, 6:4         |
| 2006                         | Santiago Giraldo       | Bruno Echagaray    | 6:3, 1:6, 6:2     |
| 2005                         | Marcos Daniel (1)      | Jean-Julien Rojer  | 6:4, 6:4          |

### Doppel
| Jahr                         | Sieger                                        | Finalgegner                                     | Finalergebnis           |
| ---------------------------- | --------------------------------------------- | ----------------------------------------------- | ----------------------- |
| 2025                         | Luís Britto Zdeněk Kolář                      | Conner Huertas del Pino Arklon Huertas del Pino | 6:4, 7:64               |
| 2024                         | Finn Reynolds Matías Soto                     | Benjamin Lock João Lucas Reis da Silva          | 6:3, 6:4                |
| 2023                         | Renzo Olivo Thiago Agustín Tirante            | Guillermo Durán Orlando Luz                     | 7:66, 6:4               |
| 2022                         | Nicolás Mejía Andrés Urrea                    | Ignacio Monzón Gonzalo Villanueva               | 6:3, 6:4                |
| 2021                         | Nicolás Jarry Roberto Quiroz                  | Nicolás Barrientos Alejandro Gómez              | 6:74, 7:5, [10:4]       |
| 2018–2020: nicht ausgetragen |                                               |                                                 |                         |
| 2017                         | Marcelo Arévalo (2) Miguel Ángel Reyes Varela | Nikola Mektić Franko Škugor                     | 6:3, 3:6, [10:6]        |
| 2016                         | Marcelo Arévalo (1) Sergio Galdós             | Ariel Behar Gonzalo Escobar                     | 6:4, 6:1                |
| 2015                         | Julio Peralta Horacio Zeballos (2)            | Nicolás Barrientos Eduardo Struvay              | 6:3, 6:4                |
| 2014                         | nicht ausgetragen                             | nicht ausgetragen                               | nicht ausgetragen       |
| 2013                         | Juan Sebastián Cabal (2) Alejandro González   | Nicolás Barrientos Eduardo Struvay              | 6:3, 6:2                |
| 2012                         | Marcelo Demoliner Víctor Estrella             | Thomas Fabbiano Riccardo Ghedin                 | 6:4, 6:2                |
| 2011                         | Treat Huey Izak van der Merwe                 | Juan Sebastián Cabal Robert Farah               | 7:63, 6:75, [7:2] disq. |
| 2010                         | Juan Sebastián Cabal (1) Robert Farah         | Víctor Estrella Alejandro González              | 7:66, 6:4               |
| 2009                         | Sebastián Prieto Horacio Zeballos (1)         | Marcos Daniel Ricardo Mello                     | 6:4, 7:5                |
| 2008                         | Xavier Malisse Carlos Salamanca               | Juan Sebastián Cabal Michael Quintero           | 6:1, 6:4                |
| 2007                         | Thomaz Bellucci Bruno Soares                  | Marcel Granollers Santiago Ventura              | 6:4, 4:6, [11:9]        |
| 2006                         | Daniel Garza Michael Quintero                 | Rogério Dutra da Silva Martín Vilarrubí         | 7:66, 6:4               |
| 2005                         | Brian Dabul (1) Marcelo Melo                  | Marcos Daniel Santiago González                 | 6:4, 6:4                |